# Bundesgesetz über polizeiliche Massnahmen zur Bekämpfung von Terrorismus
Das Schweizer Bundesgesetz über polizeiliche Massnahmen zur Bekämpfung von Terrorismus (PMT), auch PMT-Gesetz, Terrorismus-Gesetz oder Anti-Terror-Gesetz genannt, ist ein Bundesgesetz, mit dem die Polizei, insbesondere das Fedpol, früher und präventiv gegen Terroristen vorgehen kann. Mit ihm wurden diverse bereits bestehende Gesetze reformiert werden, unter anderem das Bundesgesetz über Massnahmen zur Wahrung der inneren Sicherheit (BWIS).
Das Bundesgesetz wurde am 25. September 2020 vom National- und Ständerat verabschiedet.
Aufgrund der im Gesetzestext formulierten Entscheidungen, welche nach Ansicht der Gegner zu einer Verletzung der Menschenrechte und des Prinzips der Gewaltenteilung führen könnten, haben diverse Parteien und Nichtregierungsorganisationen erfolgreich das Referendum ergriffen. Am 13. Juni 2021 entschied das Stimmvolk über diese Vorlage und nahm sie an.
Das PMT-Gesetz trat am 1. Juni 2022 in Kraft.

## Entstehungsgeschichte
Nachdem ab dem Jahre 2015 in Europa vermehrt Terroranschläge verübt worden waren – insbesondere nach den Anschlägen am 13. November 2015 in Paris –, verabschiedeten mehrere Staaten Antiterrorgesetze oder verschärften bestehende Gesetze, um so potenzielle Terroristen schneller ausfindig zu machen und Anschläge zu verhindern. Die Schweiz veröffentlichte am 18. September 2015 als Reaktion auf den Anschlag auf Charlie Hebdo eine Strategie, welche unter anderem vorsieht, dass der Bundesrat Terrorismus auf dem eigenen Territorium verhindert.
Am 1. September 2017 trat das Bundesgesetz über den Nachrichtendienst (Nachrichtendienstgesetz, NDG) in Kraft, nachdem ungefähr ein Jahr zuvor, am 25. September 2016, das Stimmvolk die Vorlage mit einer 65,5 Prozent Ja-Stimmen angenommen hatte. Dadurch erhielt der NDB mehr Möglichkeiten, Personen zu überwachen, um Bedrohungslagen und «Risikopersonen» zu erkennen. Laut dem Bundesrat kann die Polizei allerdings nur eingreifen, wenn die verdächtige Person eine Straftat begeht. (Vergleiche: #Prävention von Terrorismus im aktuellen Recht)
Am 22. Mai 2019 veröffentlichte der Bundesrat eine Botschaft mit dem PMT-Gesetzesentwurf. Ziel dieses Gesetzes sei es, präventive-polizeiliche Massnahmen gegen verdächtige Personen anzuordnen, die zwar keine Straftat begangen haben, bei denen es aber Hinweise einer Radikalisierung gebe und bei denen andere behördliche Massnahmen (soziale, erzieherische, therapeutische, ärztliche etc.) nichts gebracht hätten.

## Inhalt
Das PMT-Gesetz liegt im Zuständigkeitsbereich des Eidgenössischen Justiz- und Polizeidepartements (EJPD). Es beinhaltet diverse Änderungen bestehender Erlasse, die bereits heute angewendet werden. Die Änderungen umfassen unter anderem das Bundesgesetz über Massnahmen zur Wahrung der inneren Sicherheit (BWIS).
Das Gesetz war aufgrund seines Inhaltes stark umstritten.

### Terrorismus-Definition
Die Definition des «terrorischen Gefährders» wird in Artikel 23e, Absatz 1 des BWIS geregelt, welcher wie folgt lautet:

„Als terroristische Gefährderin oder terroristischer Gefährder gilt eine Person, wenn aufgrund konkreter und aktueller Anhaltspunkte davon ausgegangen werden muss, dass sie oder er eine terroristische Aktivität ausführen wird.“

Die Definition der «terroristischen Aktivität» wird in Absatz 2 vorgenommen:

„Als terroristische Aktivität gelten Bestrebungen zur Beeinflussung oder Veränderung der staatlichen Ordnung, die durch die Begehung oder Androhung von schweren Straftaten oder mit der Verbreitung von Furcht und Schrecken verwirklicht oder begünstigt werden sollen.“

Diese Begriffserklärung entspricht dem Wortlaut des Nachrichtendienstgesetzes (NDG), der in Artikel 19, Absatz 2, Buchstaben a festgehalten wurde. Einige verweisen aber darauf, dass in Absatz 2 steht, dass eine «konkrete Bedrohung der inneren und äusseren Sicherheit» erst dann gegeben ist, wenn «ein bedeutendes Rechtsgut wie Leib und Leben oder die Freiheit von Personen oder der Bestand und das Funktionieren des Staates betroffen ist […]». Da diese Erläuterung im PMT-Gesetz fehlt, fürchten Kritiker, dass durch diese Gesetzesänderung eine Möglichkeit gegeben wird, willkürlich andere Personen festzunehmen (siehe Abschnitt: Kritik).

### Voraussetzung
Die Massnahmen können gemäss Artikel 24f gegen Personen ab 12 Jahren verhängt werden; mit Ausnahme des Hausarrestes, welcher erst gegen «Gefährder» ab 15 Jahren angeordnet werden darf. Zudem muss letzterer nach Artikel 23p innerhalb von 48 Stunden vom Zwangsmassnahmengericht bewilligt werden, was bei den anderen Massnahmen nicht der Fall ist.
Artikel 23f, Absatz 1 des BWIS hält fest, dass das Fedpol die neu beschlossenen Massnahmen anwenden darf, wenn folgende Bedingungen erfüllt wurden:
1. Der von der Person ausgehenden Gefährdung kann mit sozialen, integrativen oder therapeutischen Massnahmen sowie Massnahmen des Kinder- und Erwachsenenschutzes voraussichtlich nicht wirksam begegnet werden,
2. Massnahmen zur allgemeinen Gefahrenabwehr durch die Kantone sind nicht ausreichend,
3. Es wurde keine freiheitsentziehende Zwangsmassnahme angeordnet, die dieselbe Wirkung hat wie die Massnahmen, die in Artikel 23k bis 23q geregelt sind (siehe Abschnitt: Massnahmen). Das Fedpol muss das Vorgehen mit der Staatsanwaltschaft absprechen.

Gemäss Absatz 2 sind die neuen Massnahmen – mit Ausnahme des Hausarrestes – mit einer sozialen, integrativen oder therapeutischen Massnahme zu begleiten.
Sind die Voraussetzungen für deren Anordnung nicht mehr erfüllt, so muss gemäss Absatz 3 das Fedpol die Massnahme aufheben und die betroffene Person über die Aufhebung informieren.
Nach Absatz 4 kann die betroffene Person beim Fedpol jederzeit ein Gesuch einreichen, mit dem sie die Aufhebung der Massnahme verlangen kann.

### Massnahmen
Aktikel 23k bis 23q regelt die Massnahmen, die das Fedpol gegen «terroristische Gefährder» anwenden kann. Der Hausarrest (Eingrenzung auf eine Liegenschaft) ist gemäss Artikel 23o, Absatz 5 auf maximal drei Monate begrenzt, kann aber zwei Mal um jeweils bis zu drei Monate verlängert werden – er kann also bis zu neun Monate dauern. Alle anderen Massnahmen können gemäss Artikel 23g für maximal sechs Monate verhängt werden, können jedoch einmalig um weitere sechs Monate verlängert werden (maximal ein Jahr). Das Fedpol hat zudem das Recht, dieselbe Massnahme erneut anzuordnen, wenn «neue und konkrete Anhaltspunkte für eine terroristische Aktivität vorliegen.»

#### Melde- und Gesprächsteilnahmepflicht
Das Fedpol kann nach Artikel 23k «terroristische Gefährder» dazu verpflichten, sich regelmässig bei der kommunalen oder kantonalen Behörde zu melden, welche dem Bundesamt für Polizei einen Antrag stellte, eine Massnahme anzuordnen. Ziel dieser Teilnahmepflicht ist es, die potenzielle Gefahr, die von dieser Person ausgehen könnte, durch eine anwesende Fachperson zu beurteilen, um so der Gefahr entgegenzuwirken. Ist die Person minderjährig, müssen die Eltern oder andere Erziehungsberechtigte in das Gespräch involviert werden, ausser der Zweck wird dadurch gefährdet. Wer nicht am Gespräch teilnimmt und die Behörde über die Abwesenheit nicht informiert, muss gemäss Artikel 29a, Absatz 3 eine Busse zahlen.

#### Kontaktverbot
Das Fedpol kann laut Artikel 23l von der Person verlangen, bestimmte Personen – sowohl direkt als auch indirekt – nicht mehr zu kontaktieren. Bei einem Verstoss kann man gemäss Artikel 29a, Absatz 1 zu einer Freiheitsstrafe von bis zu drei Jahren oder einer Geldstrafe verurteilt werden; wenn man fahrlässig handelte, wird man mit einer Busse bestraft.

#### Ein- und Ausgrenzung
Das Fedpol darf gemäss Artikel 23m einem «Gefährder» verbieten, einen bestimmten Ort zu verlassen oder zu betreten. Es kann für bestimmte Tätigkeiten eine Ausnahme gewähren. Bei einem Verstoss kann man gemäss Artikel 29a, Absatz 1 zu einer Freiheitsstrafe von bis zu drei Jahren oder einer Geldstrafe verurteilt werden; wenn man fahrlässig handelte, wird man mit einer Busse bestraft.

#### Ausreiseverbot
Sollte es Anhaltspunkte geben, dass man im Ausland eine «terroristische Aktivität» ausführen möchte, kann das Fedpol auf Grundlage des Artikels 23n der Person die Ausreise verbieten. Zudem darf es Reisedokumente beschlagnahmen – sowohl in-, als auch ausländische. Sind es ausländische Dokumente, muss das Fedpol den betroffenen Staat informieren und die Dokumente dem Betroffenen zurückgeben, wenn der kontaktierte Staat mit der Beschlagnahmung nicht einverstanden ist. Das Bundesamt für Polizei kann zudem die beschlagnahmten inländischen Dokumente für ungültig erklären. Sowohl in- als auch ausländische Papiere dürfen auch im Ripol, im Schengener Informationssystem und über Interpol ausgeschrieben werden. Ausserdem dürfen Reisebillette beschlagnahmt oder für ungültig erklärt werden. Das Fedpol muss der betroffenen Person, solange die Massnahme gilt, einen Ersatznachweis für ihre Identität geben. Bei einem Verstoss kann man gemäss Artikel 29a, Absatz 1 zu einer Freiheitsstrafe von bis zu drei Jahren oder einer Geldstrafe verurteilt werden; wenn man fahrlässig handelte, wird man mit einer Busse bestraft.

#### Eingrenzung auf eine Liegenschaft (Hausarrest)
Artikel 23o und 23p regelt die Grundsätze und das Verfahren für die Eingrenzung auf eine Liegenschaft – umgangssprachlich auch «Hausarrest» genannt. Diese Massnahme darf das Fedpol nur anwenden, wenn von der Person «eine erhebliche Gefahr für Leib und Leben Dritter ausgeht, die nicht anders abgewendet werden kann» und «sie oder er gegen eine oder mehrere gestützt auf die Artikel 23k–23n angeordnete Massnahmen verstossen hat.» Die Eingrenzung muss auf eine Liegenschaft erfolgen, die vom «Gefährder» als Wohnort genutzt wird, oder eine andere, «in der sie oder er sich zu Pflege- oder Behandlungszwecken aufhält.» Diese Massnahme kann ausnahmsweise auf eine andere öffentliche oder private Liegenschaft oder Einrichtung erfolgen, wenn der «Gefährdung» nicht anders begegnet werden kann und man auf ihr ein selbstbestimmtes und eigenverantwortliches Leben gestalten kann. Das Fedpol darf aus wichtigen Gründen Ausnahmen vom Hausarrest gewähren, und es darf der Person den Kontakt nur so weit einschränken, «als dies zur Durchführung der Massnahme zwingend erforderlich ist.» Es ist die einzige Massnahme, die nur mit Erlaubnis des Zwangsmassnahmengerichtes durchgeführt und verlängert werden darf. Bei einem Verstoss kann man gemäss Artikel 29a, Absatz 1 zu einer Freiheitsstrafe von bis zu drei Jahren oder einer Geldstrafe verurteilt werden; wenn man fahrlässig handelte, wird man mit einer Busse bestraft.

#### Elektronische Überwachung und Mobilfunklokalisierung
Für den Vollzug der Massnahmen darf das Fedpol gemäss Artikel 23q den «terroristischen Gefährder» elektronisch überwachen oder die Person über den Mobilfunk lokalisieren. Allerdings nur, wenn die bislang getroffenen Massnahmen erfolglos waren oder der Vollzug ohne diese Möglichkeit erschwert oder unmöglich wäre. Instrumente zur elektronischen Überwachung dürfen am Körper der Person befestigt werden (z. B. eine elektronische Fussfessel). Die Daten müssen spätestens zwölf Monate nach Abschluss der Überwachung vernichtet werden, wobei die Behörde eine Ausnahme machen kann, wenn die Daten für ein Strafverfahren genutzt werden. Bei einem Verstoss kann man gemäss Artikel 29a, Absatz 1 zu einer Freiheitsstrafe von bis zu drei Jahren oder einer Geldstrafe verurteilt werden; wenn man fahrlässig handelte, wird man mit einer Busse bestraft.

## Kritik
Nachdem das Parlament das Gesetz verabschiedet hatte, ergriffen das Komitee «Nein zur Präventivstrafe» und der Verein «Freunde der Verfassung» das Referendum und reichten vor Ablauf der Frist 141'264 Unterschriften ein. Am 2. März 2021 erklärte die Bundeskanzlei das Referendum offiziell für zustande gekommen.
Die Gegner des Gesetzes befürchteten massive Eingriffe in die Grundrechte und Verletzungen der Menschenrechte und der UN-Kinderrechtskonvention. Neben diversen Parteien wie der SP und den Grünen kritisierten auch NGOs wie Amnesty International, Humanrights.ch und die Operation Libero das Gesetz. Zudem haben sich mehrere Rechtsprofessoren in einem offenen Brief an den Bundesrat und die Parlamentarier gewendet, in dem sie vor möglichen negativen Auswirkungen warnen.

### Terrorismus-Begriff
Die Kritik betrifft zum einen den Begriff des «terroristischen Gefährders» und der Definition der «terroristischen Aktivität». Gemäss dem Bundesgesetz über den Nachrichtendienst liegt erst dann eine Bedrohung vor, wenn «ein bedeutendes Rechtsgut wie Leib und Leben oder die Freiheit von Personen oder der Bestand und das Funktionieren des Staates betroffen ist» und die Bedrohung von «terroristischen Aktivitäten» ausgeht. Die Definition der «terroristischen Aktivität» im NDG ist zwar identisch mit der des PMT-Gesetzes, da aber der Bezug für eine Bedrohung für «Leib und Leben» etc. fehlt, fürchten viele, dass man mit dieser «Lücke» willkürliche und tiefgreifende Eingriffe in das Leben von Personen ermöglicht. Der Begriff «Furcht und Schrecken» könne man auf jedermann anwenden, selbst dann, wenn keine ernsthafte Bedrohung vorliegt. So könnten zum Beispiel Klimaaktivisten in das Visier der Polizei geraten und sanktioniert werden, da sie aufgrund ihrer Warnungen vor den Folgen der globalen Erwärmung «Furcht und Schrecken» verbreiten würden. Aber auch politische Parteien wie die SVP könnten als Gefährder eingestuft werden. Lukas Reimann, Präsident der AUNS und SVP-Nationalrat, halten solche Szenarien für möglich. Er selbst stimmte zwar im Parlament für das Gesetz, inzwischen habe er aber seine Meinung geändert.

### Massnahmen gegen Kinder und Jugendliche
Ebenfalls kritisch sehen die Gegner die Tatsache, dass die meisten Massnahmen bereits gegen Minderjährige ab zwölf Jahren angewendet werden sollen. Dies sei nicht nur ein Verstoss gegen die UN-Kinderrechtskonvention, sondern auch grob fahrlässig. Zum einen könnten die Massnahmen bereits angewendet werden, wenn es «Anhaltspunkte» gebe, dass jemand eine «terroristische Aktivität» ausüben könnte. Zum anderen sei es falsch, gegen Kinder gleich hart vorzugehen wie gegen Erwachsene. Da Minderjährige noch nicht ausreichend in der Lage seien, so das Netzwerk Kinderrechte Schweiz, die Konsequenzen ihrer Handlung richtig abzuschätzen, sollte man insbesondere bei Kindern und Jugendlichen den Grundgedanken der Resozialisierung erst recht berücksichtigen. Zudem verfüge das Jugendstrafrecht bereits Instrumente wie Rayon- und Kontaktverbote. Ein Freiheitsentzug sei laut UN-KRK zudem nur als letztes Mittel und für die kürzeste angemessene Zeit zulässig.

### Grundrechtseingriffe und Gewaltenteilung
Zudem stört die Kritiker, dass das Fedpol mehr Macht bekommt und viele Massnahmen ohne Gerichtsentscheid umsetzen kann, was die Gewaltenteilung untergrabe. Die Gegner glauben daher, dass das Gesetz das Potenzial habe, aus der Schweiz einen Polizeistaat zu machen. Da die Massnahmen angewendet werden können, wenn es «Anhaltspunkte» gebe, dass jemand eine «terroristische Aktivität» ausführen könnte, befürchten sie, dass das Fedpol nur aufgrund eines blossen Verdachtes gegen Unschuldige vorgehen könnte und sie präventiv festnehmen könnte. Da die Polizei bei der Suche nach Terroristen häufig Algorithmen einsetze, die häufig falsch liegen, könnten vermehrt normale Bürger zu Unrecht verdächtigt und in ihren Grundrechten beschnitten werden. Viele halten das Gesetz deshalb für kontraproduktiv, da ihrer Meinung nach ein solches Verhalten seitens der Polizei Radikalisierung und Terrorismus fördern könnte.

## Prävention von Terrorismus im aktuellen Recht
Gemäss dem Bundesrat und den Befürwortern wollte man mit dem Gesetz eine Lücke im Strafrecht schliessen. Laut ihrer Argumentation könne die Polizei nach aktuellem Recht erst einschreiten, wenn bereits eine Straftat begangen wurde. Dieses Argument publizierte der Bund auch im Abstimmungsbüchlein. Die Gegner – darunter auch einige Juristen – störten sich an diesem Wortlaut und reichten eine Beschwerde ein. Die Gegner sagen, die Behörden könnten gemäss StGB 260bis bereits einschreiten, wenn eine Person einen Terroranschlag vorbereiten würde, da bereits die Vorbereitungshandlungen von schweren Straftaten eine Straftat darstelle. Eine Auswertung von 15 Bundesgerichtsurteilen mit insgesamt ergab ausserdem, dass bereits das Veröffentlichen und Teilen von IS-Propaganda als Straftat angesehen wird.

## Positionen der Parteien
Grüne, GLP und SP haben die Nein-Parole zum Terrorismus-Gesetz beschlossen, die EDU Stimmfreigabe, EVP, FDP, Mitte und SVP die Ja-Parole. Die Jungfreisinnigen und die Junge EVP (jevp*) haben im Gegensatz zu ihren Mutterparteien die Nein-Parole beschlossen.

## Abstimmungsbeschwerden
Im Vorfeld der Volksabstimmung und im Anschluss daran wurden von mehreren Personen (darunter alt Bundesrichter Niccolò Raselli) Beschwerden eingereicht, welche die Verschiebung und Neuansetzung der Abstimmung bzw. die Aufhebung des Abstimmungsresultats verlangten. Gerügt wurden behauptete unzutreffende Aussagen des Bundesrats im Abstimmungsbüchlein, womit die durch Art. 34 Abs. 2 BV garantierte freie Willensbildung und unverfälschte Stimmabgabe verletzt worden sei. Das Bundesgericht ist mit Entscheid vom 24. August 2021 auf diese Beschwerden nicht eingetreten, weil das Gesetz nicht vorsieht, dass gegen die Abstimmungsinformationen des Bundesrates Beschwerde erhoben werden kann.

## Umfragen
| Institut                  | Auftraggeber | Datum          | Ja | Eher Ja | Unentschieden Keine Antwort | Eher Nein | Nein |
| ------------------------- | ------------ | -------------- | -- | ------- | --------------------------- | --------- | ---- |
| LeeWas GmbH (PDF; 1,8 MB) | Tamedia      | 28. Mai 2021   | 56 | 7       | 3                           | 4         | 30   |
| gfs.Bern                  | SRG SSR      | 22. Mai 2021   | 40 | 22      | 6                           | 12        | 20   |
| LeeWas GmbH (PDF; 1,6 MB) | Tamedia      | 12. Mai 2021   | 55 | 12      | 6                           | 7         | 20   |
| LeeWas GmbH (PDF; 1,6 MB) | Tamedia      | 27. April 2021 | 53 | 15      | 8                           | 7         | 17   |
| gfs.Bern                  | SRG SSR      | 23. April 2021 | 36 | 31      | 9                           | 11        | 13   |

Bemerkungen: Angaben in Prozent. Das Datum bezeichnet den mittleren Zeitpunkt der Umfrage, nicht den Zeitpunkt der Publikation der Umfrage.

## Abstimmungsresultate
Am 13. Juni 2021 fand die Volksabstimmung über das PMT-Gesetz statt. Die Vorlage wurde mit 56,6 % Ja-Stimmen angenommen.
| Kanton                           | Ja (%) | Nein (%) | Beteiligung (%) |
| -------------------------------- | ------ | -------- | --------------- |
| Aargau                           | 57,3 % | 42,7 %   | 58,80 %         |
| Appenzell Ausserrhoden           | 51,1 % | 48,9 %   | 65,71 %         |
| Appenzell Innerrhoden            | 50,0 % | 50,0 %   | 64,87 %         |
| Basel-Landschaft                 | 55,2 % | 44,8 %   | 59,21 %         |
| Basel-Stadt                      | 45,1 % | 54,9 %   | 58,08 %         |
| Bern                             | 54,8 % | 45,2 %   | 62,27 %         |
| Freiburg                         | 63,6 % | 36,4 %   | 61,77 %         |
| Genf                             | 56,0 % | 44,0 %   | 50,84 %         |
| Glarus                           | 51,3 % | 48,7 %   | 59,27 %         |
| Graubünden                       | 58,8 % | 41,2 %   | 59,29 %         |
| Jura                             | 61,0 % | 39,0 %   | 58,35 %         |
| Luzern                           | 57,5 % | 42,5 %   | 64,95 %         |
| Neuenburg                        | 62,0 % | 38,0 %   | 53,84 %         |
| Nidwalden                        | 55,6 % | 44,4 %   | 68,08 %         |
| Obwalden                         | 56,3 % | 43,7 %   | 71,23 %         |
| Schaffhausen                     | 56,4 % | 43,6 %   | 73,02 %         |
| Schwyz                           | 50,4 % | 49,6 %   | 68,31 %         |
| Solothurn                        | 58,8 % | 41,2 %   | 58,98 %         |
| St. Gallen                       | 56,5 % | 43,5 %   | 59,45 %         |
| Tessin                           | 57,3 % | 42,7 %   | 48,6 %          |
| Thurgau                          | 54,9 % | 45,1 %   | 61,14 %         |
| Uri                              | 53,7 % | 46,3 %   | 62,91 %         |
| Waadt                            | 58,8 % | 41,2 %   | 57,73 %         |
| Wallis                           | 65,0 % | 35,0 %   | 59,29 %         |
| Zug                              | 58,9 % | 41,1 %   | 67,24 %         |
| Zürich                           | 54,4 % | 45,6 %   | 59,26 %         |
| Schweizerische Eidgenossenschaft | 56,6 % | 43,4 %   | 59,57 %         |